# 2008年夏季奧林匹克運動會女子公路自行車比賽
2008年夏季奥林匹克运动会女子公路自行车比赛于2008年8月10日举行，共有来自33个国家的66名运动员参加。这是奥运会历史上的第7次女子公路自行车比赛，赛程比以往的任何一次都要长。比赛在公路自行车赛场进行，这一部分赛道共有102.6公里长，加上第二圈约23.8公里的最终部分，本届奥运会女子公路自行车赛的总距离为126.4公里，不到男子自行车赛道距离的一半。
比赛期间的降雨给运动员们带来了不便。最终英国队选手的妮科尔·库克赢得了比赛，为该国获得了首枚金牌，这也是英国参加奥运会历史上赢得的第200枚金牌。瑞典的埃玛·约翰松和意大利的塔蒂亚娜·古代尔佐分别于第二和第三个冲过比赛终点，获得银牌和铜牌。
西班牙选手玛丽亚·伊莎贝尔·莫里诺（María Isabel Moreno）原定参加这次比赛，但却于7月31日提前离开了北京。国际奥林匹克委员会于8月11日宣布莫里诺的红血球生成素检测结果呈阳性，这也是本届奥运上查出的首例违禁药物事件。这一事件让参赛运动员人数减少到66人，与2004年的比赛相比少了一人。
- 时长： 15:46
- 制作人： Sss2073
- 日期版本： 2016/1/22
- 性别： female
- 语言： 漢語
- 口音： 台灣

- 更多有声条目
- 有声维基百科

## 参赛资格
2008年夏季奥林匹克运动会是女子自行车公路赛第7次成为奥运会比赛项目。参赛资格根据2008年6月1日国际自行车联盟的排名决定，排名最高的16个国家每个可派出3名运动员参赛，排名第17至24位每个可派两名运动员参加。2008年5月31日时排名前100位的运动员可以按所属国家奥委会获得比赛资格，每个国家奥委会一个，其名额分别在排名第17至24位的国家奥委会中以排名最低到最高的顺序扣除，参加国际自行车联盟世界巡回赛的选手可以通过这一方式取得资格。此外，根据国际自行车联盟排名无法取得参赛资格的国家运动员还可以通过B级世界锦标赛取得3个名额，谷孙根（Gu Sun-Geun）、海好贞（Hae Ok-Jeong）和赛萨妮·惠卡娜（Thatsani Wichana）就是通过这一规则取得资格，但只有谷孙根得以入选韩国代表团参赛。比赛最多允许67名运动员参加，到6月5日时已有66名选手通过以上方式得到入选资格。中国和澳大利亚代表团虽然可以派出三人参赛，但两国均只派两名车手。由此产生的共计三个名额中有两个根据世界巡回赛排名分配给了南非和新西兰，剩下的最后一个则以直接邀请形式赠送给毛里求斯。全部67名选手中只有66人参加了最后的比赛，西班牙运动员玛丽亚·伊莎贝尔·莫里诺因未能通过药检而提前离开了北京。

## 赛前准备
在2004年夏季奥林匹克运动会上取得银牌的德国选手尤迪特·阿恩特（Judith Arndt）是本场比赛的大熱門。阿恩特前不久刚在女子自行车世界杯赛蒙特利尔站夺冠，并且她在奥运会比赛前的几个月里状态一直很好。其他竞争者包括国际自行车联盟女子公路自行车赛排名最高的荷兰选手玛丽安娜·沃斯，英国运动员妮科尔·库克表示与仅获第5名的2004年相比，这次她对自己的团队更有信心；此外还有意大利车手诺艾米·坎特列（Noemi Cantele）。澳大利亚队也是一支强队，其中包括卫冕冠军萨拉·卡里根，2008年澳大利亚公路赛冠军伊诺妮·伍德和凯瑟琳·贝茨，每人都可以领骑。由于赛道的最后一程包括陡峭的坡道，因此包括库克和沃斯等善于此道的运动员获得看好。已经49岁的法国老将让妮·隆戈（Jeannie Longo）也参加了比赛，她早在1984年此项赛事首次成为奥运会比赛项目时就在洛杉矶参加了比赛，还曾拿下1996年亚特兰大奥运会的金牌，北京成为她奥运会的第七站。
许多车手估计比赛时北京会非常炎热，因此调整了自己的训练方式来做准备。例如玛丽安娜·沃斯就在萨尔瓦多进行训练。众车手还预计会遭遇北京严重污染的问题，但这些看起来并没有对男子公路自行车赛的结果产生影响。虽然8月10日北京的污染程度远远超出世界卫生组织的安全水平，但比赛期间的降雨减少了雾霾的浓度。
在前一天举行的男子公路自行车赛上，一些运动员因湿热天气导致发挥受到影响。对此部分女性选手选择不穿汗衫。之后的事实证明这一做法得不偿失，因为长城赛道的气温只有19°C，远低于前一天的26°C。雷暴带来了持续的强降雨和大风，这些因素共同影响，导致比赛条件与预计大相径庭。包括凯瑟琳·贝茨在内的一些选手在赛前穿上了冷冻背心，还在里面放有冰块，结果贝茨没能骑完全程。

## 比赛场地

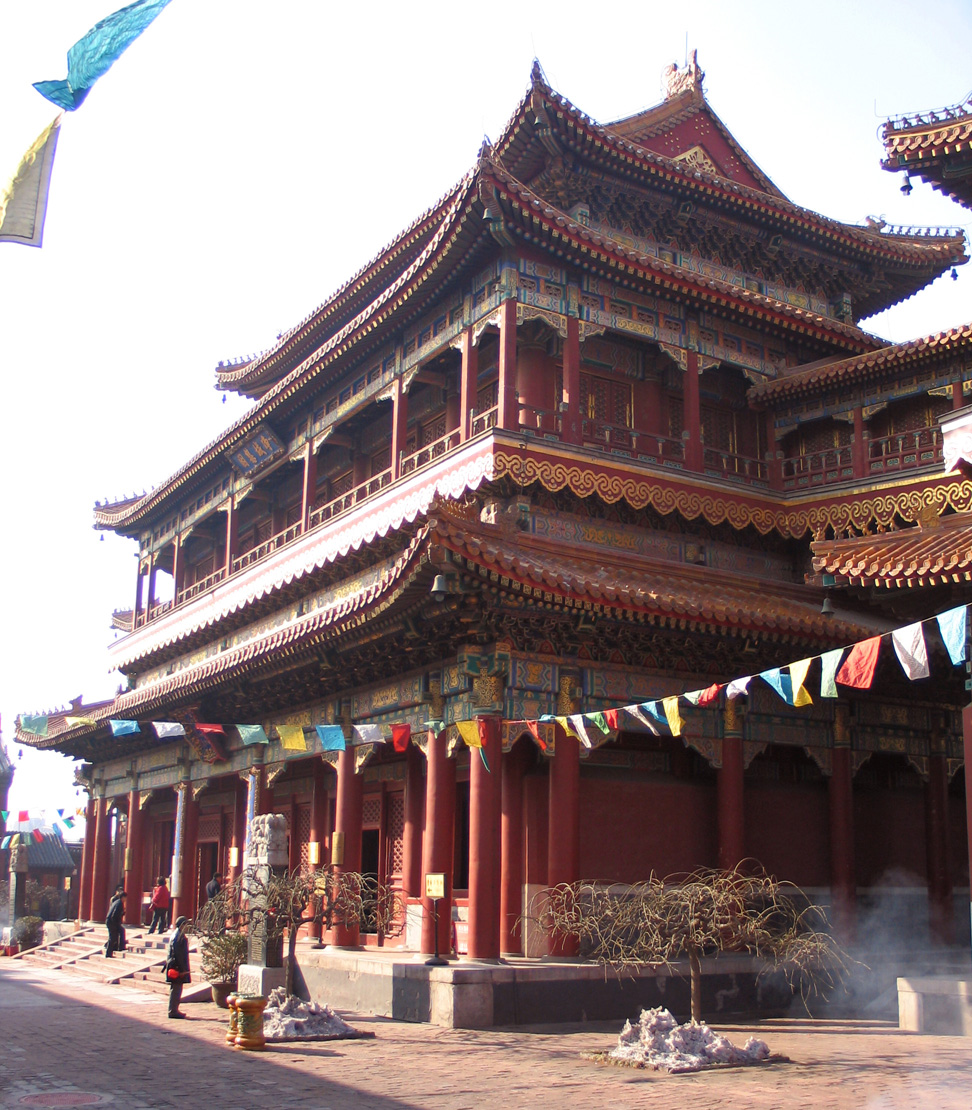
雍和宫

比赛在公路自行车赛场举行，这里是北京奥运会的9个临时赛场之一，全长102.6公里。与之前的奥运会不同，本次比赛的起点和终点并不一样。比赛刚开始时的路径位于北京市中心，地势梯度相对平稳。经过约78.8公里后，众车手将到达长城八达岭赛段，再从八达岭到居庸关骑行两次循环，每次23.8公里。这段路径的地势变得更为陡峭，距起点12.4公里处的高拔高度最高，有338.2米，其中还包括梯度达到10%的陡峭坡道。这一点后车手们会经过一段相对平整的路程，再进入朝向居庸关的高速公路。最后350米是一段中等程度的斜坡，目的是让多位骑手可以聚集在一起，给比赛带来扣人心弦的的最后冲刺。这场女子自行车公路赛全程长126.4公里，还不到男子比赛路程的一半。
比赛起点位于永定门，这里属北京北部的崇文区，是该市老城墙的遗留部分。赛程从城市进入相对偏远的乡村，共计经过了8个地区：崇文区、宣武区、东城区、西城区、朝阳区、海淀区、昌平区和延庆县，一路上可以看到诸如天坛、人民大会堂、天安门广场、雍和宫和长城等地标式的建筑物。还通过了2008年奥运会的多个特色建筑，如国家体育场和国家游泳中心（通称“鸟巢”和“水立方”）。赛道终点位于昌平区居庸关，《卫报》称赞这段路程的风景是一场“视觉盛宴”。
考虑到安全因素，奥运会的组织者禁止观众站在赛道边观看比赛。这一决定引起了争议：很多自行车界的名人，如国际自联主席帕特·麦魁德（Pat McQuaid）、澳大利亚自行车运动员斯图尔特·奥格雷迪和卡德尔·埃文斯都反对这一举措。麦魁德和奥格雷迪都认为赛道边上没有观众会影响比赛的气氛，而且批评赛事的组织者没有考虑到希望近距离观看比赛的观众。澳大利亚自行车协会对此要求在接下来的个人计时赛中放宽这方面限制，但最终组织者并没有这么做。

## 比赛

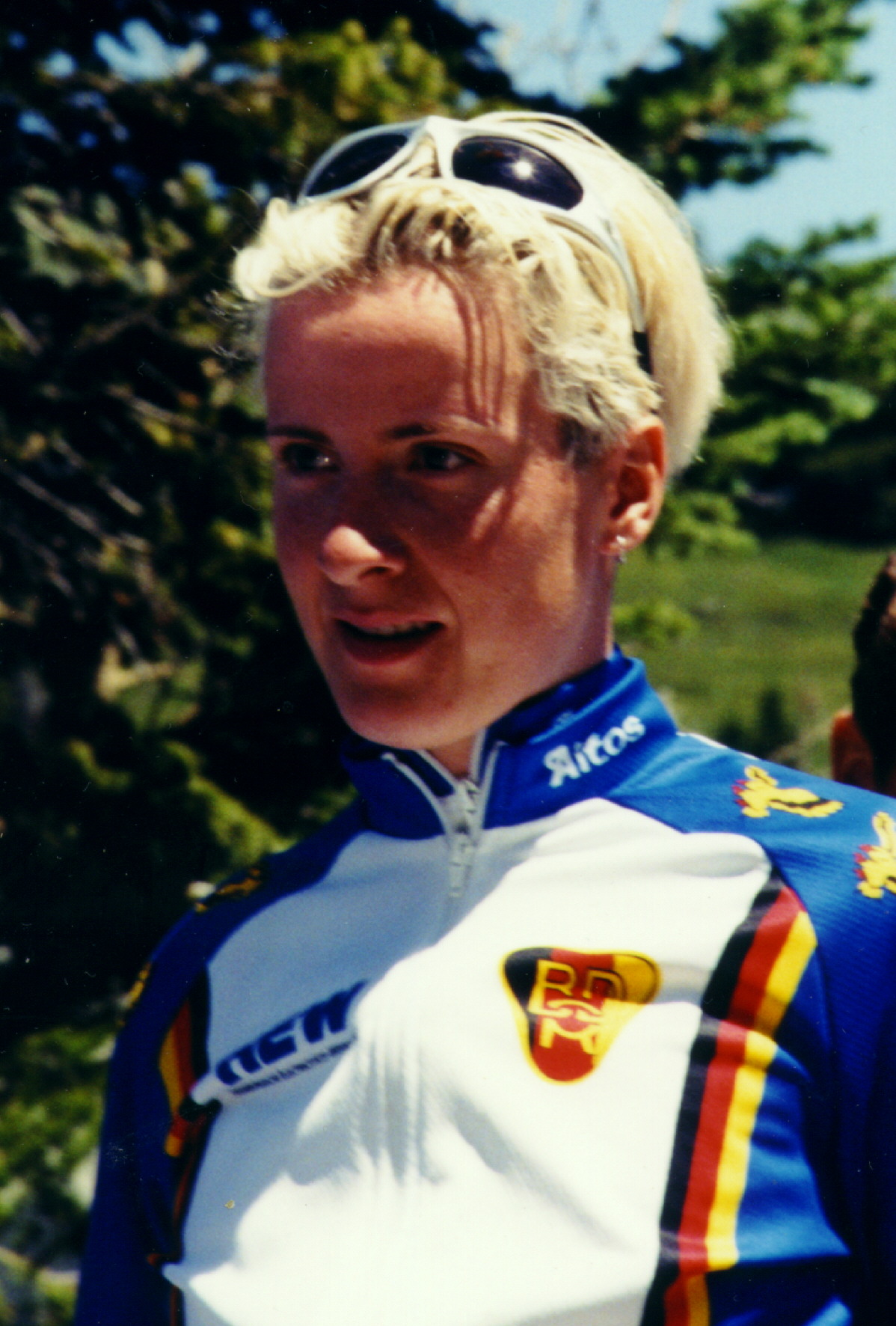
朱迪思·阿恩特是赛前预测的一位种子选手。

比赛于北京时间下午14点开始（协调世界时早上6点），计划在17点30分结束。天气异常凉爽，比赛开始时是阴天，路面也很干爽。比赛中途开始下雨并持续到结束，雨量虽然基本稳定，但还是加大了选手的竞赛难度。
比赛过程中出现了一些变故，导致骑手损失了宝贵的时间。韩国车手谷孙根的自行车失控，致使其他多名运动员一起摔倒，她自己则摔进了高速公路一侧的混凝土沟。俄罗斯的纳塔利娅·博亚尔斯卡娅（Natalia Boyarskaya）一度在八达岭赛段顶部积累了59秒的领先优势，但却由于路口标识欠佳而只好停下来查看自己应该选择哪条岔路。
美国选手克莉丝汀·托尔布恩（Christine Thorburn）在追逐中接替了博亚尔斯卡娅的领先地位，到比赛还剩最后一圈、23.8公里路程时领先幅度还剩34秒。英国队的埃玛·普利和意大利队的塔蒂亚娜·古代尔佐在距终点还剩22公里处追上了博亚尔斯卡娅，德国队也以稳健的步伐在不久后追上三人。古代尔佐在最后13公里处发起冲刺，奥地利的克里斯蒂安·索德（Christiane Soeder）、瑞典的埃玛·约翰松、英国的妮科尔·库克和丹麦的琳达·维鲁姆森（Linda Villumsen）随后加入。这几名运动员与大部队保持有16秒的领先优势。赛前普遍看好的玛丽安娜·沃斯和朱迪斯·阿恩特未能加入领先团队，沃斯犹豫了一下之后再与阿恩特一起进入大部队的领先位置。库克在最后一个转变处还只排在第5位，但却在距终点只剩200米处成功取得领先，以明显优势夺得金牌。约翰松和古代尔佐分获银牌和铜牌，沃斯同其他多名选手一起冲过终点线，与冠军相差了21秒。
据事后透露，库克使用的是轻巧型轮胎，不适合在雨天比赛，所以有意在前面的比赛过程中保持实力。她的公路车队经理朱利安·温（Julian Winn）表示：我们担心有人会在前面摔倒，所以让她保持在左侧。我们知道她后面就会追上去的。库克的胜利是精心策划的成果，她的团队在赛前就已骑完全程，并制定了取胜计划。

## 兴奋剂事件
比赛前一天，国际奥林匹克委员会的一位发言人宣布，西班牙骑手玛丽亚·伊莎贝尔·莫里诺没有通过药检，这也成为本届奥运会上查出的首例违禁药物检测阳性事件。莫里诺于7月31日飞抵北京并提供了尿样，但当天就出现恐慌发作而飞回马德里，之后也没有再回来参赛。她的尿样经检验发现红血球生成素呈阳性。国际奥委会剥夺了莫里诺的参赛资格，之后再向国际自行车联盟转达了这一决定和确认的阳性结果。莫里诺的网站发表声明，表示自己还不准备对离开奥运村的原因作出解释。

## 比赛结果
共计66名车手获得了参赛资格，预计其中很多并不会骑完全程，只是为了帮助队友，在前方领骑，让他们可以在良好的位置上发挥更出色的爬坡能力。此外，任何在八达岭赛段落后领先骑手达一整圈的运动员都将被强制退出，不过实际比赛中并没有出现这样的情况。以下表格列出了本次比赛的结果，“同上”表示该选手通过终点的时间与上一名次选手相同。
| 成绩 | 姓名                                | 时间    |
| ---- | ----------------------------------- | ------- |
| 金牌 | 妮科尔·库克（英国）                 | 3:32:24 |
| 銀牌 | 埃玛·约翰松（瑞典）                 | 同上    |
| 銅牌 | 塔蒂亚娜·古代尔佐（意大利）         | 同上    |
| 4    | 克里斯蒂安·索德（奥地利）           | 3:32:28 |
| 5    | 琳达·维鲁姆森（丹麦）               | 3:32:32 |
| 6    | 玛丽安娜·沃斯（荷兰）               | 3:32:45 |
| 7    | 普里斯卡·多普曼（瑞士）             | 同上    |
| 8    | 宝琳娜·伯泽兹娜（波兰）             | 同上    |
| 9    | 艾迪塔·普坎斯凯特（立陶宛）         | 同上    |
| 10   | 祖利菲娅·扎比罗娃（）               | 同上    |
| 11   | 尤兰塔·波莱卡维秋特（立陶宛）       | 同上    |
| 12   | 尤利娅·玛提索瓦（俄罗斯）           | 同上    |
| 13   | 克里斯托·费里尔·布诺（法国）        | 同上    |
| 14   | 玛丽莲·萨沃塔特（法国）             | 同上    |
| 15   | 诺艾米·坎特列（意大利）             | 同上    |
| 16   | 高敏（中国）                        | 3:32:52 |
| 17   | 丽·霍布森（加拿大）                 | 同上    |
| 18   | 妮可·布兰德利（瑞士）               | 同上    |
| 19   | 安娜·桑奇斯（西班牙）               | 同上    |
| 20   | 崔克茜·沃拉克（德国）               | 同上    |
| 21   | 苏珊·永斯科格（瑞典）               | 同上    |
| 22   | 叶夫翰尼娅·瓦索斯卡（乌克兰）       | 3:32:55 |
| 23   | 埃玛·普利（英国）                   | 同上    |
| 24   | 珍妮·隆戈（法国）                   | 3:32:57 |
| 25   | 克丽斯廷·阿姆斯特朗（美国）         | 3:33:07 |
| 26   | 安妮塔·瓦伦·德弗里斯（挪威）        | 3:33:17 |
| 27   | 莫德斯卡·维泽斯尼奥斯凯特（立陶宛） | 同上    |
| 28   | 乔安妮·基斯诺斯基（新西兰）         | 同上    |
| 29   | 伊诺妮·伍德（）                     | 同上    |
| 30   | 格蕾特·特里尔（爱沙尼亚）           | 同上    |
| 31   | 沖美穗（日本）                      | 同上    |
| 32   | 塔琪雅娜·斯泰娅斯金娜（乌克兰）     | 同上    |
| 33   | 安珀·内本（美国）                   | 同上    |

| 成绩 | 姓名                            | 时间         |
| ---- | ------------------------------- | ------------ |
| 34   | 玛丽莎·凡·德·梅尔维（南非）     | 同上         |
| 35   | 莎朗·洛斯（英国）               | 同上         |
| 36   | 米尔简·梅尔切斯（荷兰）         | 同上         |
| 37   | 艾琳·威尔洛克（加拿大）         | 3:33:23      |
| 38   | 萨拉·卡里根（）                 | 3:33:25      |
| 39   | 汉卡·库普费尔纳格尔（德国）     | 同上         |
| 40   | 纳塔利娅·博亚尔斯卡娅（俄罗斯） | 3:33:45      |
| 41   | 尤迪特·阿恩特（德国）           | 3:33:51      |
| 42   | 奥克萨娜·卡什谢西娜（乌克兰）   | 3:34:13      |
| 43   | 亚历山德拉·布钦科娃（俄罗斯）   | 3:36:32      |
| 44   | 丽赛罗特·迪克罗伊克斯（比利时） | 3:36:35      |
| 45   | 亚历山德拉·格拉西（墨西哥）     | 同上         |
| 46   | 莫妮卡·沙赫尔（奥地利）         | 3:36:37      |
| 47   | 尚塔尔·贝尔特曼（荷兰）         | 3:37:02      |
| 48   | 孟浪（中国）                    | 3:37:42      |
| 49   | 西格丽德·科尔奥（斯洛文尼亚）   | 3:39:29      |
| 50   | 亚历山德拉·鲁布勒斯基（加拿大） | 3:39:36      |
| 51   | 克丽米尔达·费尔南德斯（巴西）   | 3:41:01      |
| 52   | 克莉丝汀·托尔布恩（美国）       | 3:41:08      |
| 53   | 凯瑟琳·希特利（新西兰）         | 同上         |
| 54   | 丹尼莉丝·加西亚（委内瑞拉）     | 3:43:25      |
| 55   | 玛塔·维拉霍斯纳（西班牙）       | 同上         |
| 56   | 莎拉·穆斯托宁（瑞典）           | 同上         |
| 57   | 安吉·冈萨雷斯（委内瑞拉）       | 同上         |
| 58   | 谷孙根（韩国）                  | 3:45:59      |
| 59   | 切丽丝·泰勒（南非）             | 3:48:33      |
| 60   | 尤玛丽·冈萨雷斯（古巴）         | 3:51:39      |
| 61   | 常平·诺塔辛（泰国）             | 3:51:51      |
| 62   | 奥莱丽亚·哈布瓦赫（毛里求斯）   | 3:52:11      |
| −    | 珍妮弗·霍尔（瑞士）             | 没有骑完全程 |
| −    | 凯瑟琳·贝茨（）                 | 没有骑完全程 |
| −    | 维拉·卡拉拉（意大利）           | 没有骑完全程 |
| −    | 宋熙荣（韩国）                  | 没有骑完全程 |

注释说明
1. ↑  撞车[36]
2. ↑  在比赛刚开始时的合作结束后于比赛进行到3:03时退出。[37]
3. ↑  在比赛刚开始时的合作结束后于比赛进行到3:03时退出。[37]
4. ↑  撞车[38]

- 来源：正式结果[39]